# Casimir Lambert
Casimire Isidore Joseph Lambert (Gilly, 30 december 1827 - Charleroi, 9 september 1896) was een Belgisch volksvertegenwoordiger.

## Levensloop
Lambert was de zoon van de cabarethouder Casimir-Joseph Lambert en van Marie Desgain. Hij trouwde met Palmyre Cornil. Beroepshalve was hij de eigenaar van de glasblazerij Lambert Casimir.
In 1874 werd hij verkozen tot liberaal volksvertegenwoordiger voor het arrondissement Charleroi en vervulde hij dit mandaat tot in 1890. Hij was ook schepen van Salles (1870-1881 en 1885-1894).
Verder was hij nog:
- bestuurder van de Société belge de bateaux à vapeur entre la Belgique et l'Amérique du Sud,
- voorzitter van het Comité de la Verrerie de Charleroi,
- voorzitter van de Association des Maîtres de Verreries belges.

Er is een Rue Casimir Lambert in Charleroi.